# 투브칼산
투브칼산(아랍어: توبقال tūbqāl[*], ar), 또는 즈벨 투브칼이나 제벨 투브칼은 중앙 모로코의 투브칼 국립공원에 위치한 산이다. 4,167 m (13,671 ft)의 높이로, 모로코, 아틀라스산맥, 북아프리카, 그리고 아랍 세계에서 가장 높은 봉우리이다. 마라케시 시에서 남쪽으로 63 km (39 mi) 떨어진 곳에 위치하며, 마라케시에서도 투브칼산이 보인다. 투브칼산은 돌출높이가 높은 봉우리로, 2,000 km (1,200 mi) 이상 떨어진 지역에서 가장 높은 봉우리이다. 투브칼산은 지형 고립 기준으로 27위에 올랐다.

## 지리
대부분의 하이 아틀라스는 퇴적암으로 이루어져 있지만, 투브칼 산괴는 화산암 지역으로, 깊고 좁은 계곡에 의해 갈라진 고산 능선으로 풍화되었다. 남쪽으로 산은 1,800 미터 (5,906 ft) 가파르게 내려가 Lac d'Ifni라고 불리는 작은 호수에 이른다. 서쪽으로 산의 가장자리는 3,664 미터 (12,021 ft) 높이의 Tizi n'Ouanoums 고개로 표시된다. 이 고개에서 산의 서남서 능선이 투브칼 서쪽으로 솟아오르는데, 이곳은 4,020 미터 (13,189 ft) 높이의 어깨를 형성한 후 4,167 미터 (13,671 ft) 높이의 정상으로 이어진다.
투브칼산의 북쪽과 서쪽은 모두 Tizi n'Ouanoums와 Tizi n'Ouagane 고개를 머리에 둔 미자네 계곡으로 흐른다. 산 서쪽의 두 개의 현곡 - 이키비 노르와 이키비 남쪽은 등산객과 등반가들이 투브칼 정상에 쉽게 접근할 수 있도록 해준다. 한때 북쪽 계곡이 노멀 루트를 제공했지만, 이키비 남쪽 아래에 프랑스 산악 클럽이 산장을 건설하면서 등산객들은 대신 남쪽 루트를 통해 오르도록 권장된다.

## 접근
투브칼산은 트레커와 스키 등산객들에게 인기가 많지만, 접근 용이성과 맑은 기후에도 불구하고 등반가들에게는 덜 인기가 있다. 트레커들은 보통 임릴의 도로 끝 마을을 거쳐 마라케시에서 산에 접근한다. 자격을 갖춘 가이드와 짐꾼을 고용하여 장비와 식량을 산 위로 운반할 수 있다. 적당한 난이도의 하이킹이며 길 찾기는 문제가 되지 않는다.
정규 코스는 아로우드 마을까지 걷는 것으로 시작한다. 아로우드를 지나면 범람원을 건너 계곡의 왼쪽 경사면을 따라 남쪽으로 이동한다. 계곡은 동쪽으로 굽이쳐 작은 정착촌인 시디 샴하루시로 이어지는데, 이곳은 무슬림 성지 주변에 형성되었다. 시디 샴하루시에서 길은 시내를 건너 이소고안 계곡의 오른쪽 경사면을 따라 가파르게 오르며, 이 계곡은 두 개의 돌로 지어진 피난처(Refuge du Toubkal 및 Refuge Les Mouflons)로 이어지는데, 이들은 종종 해발 3,207 m (10,522 ft)에 베이스캠프로 사용된다.

## 경로

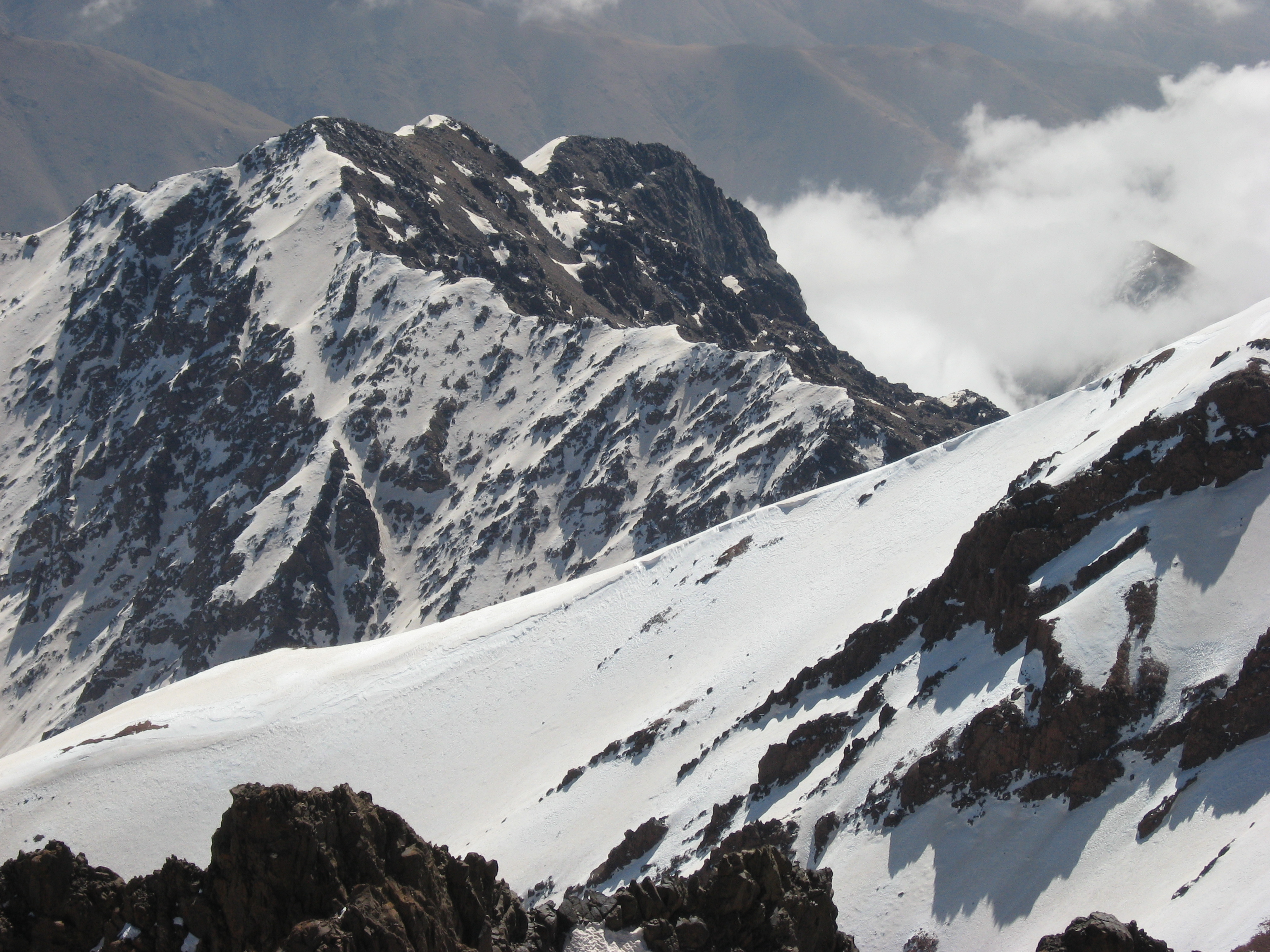
투브칼산의 최고봉

기록된 첫 번째 등정은 1923년 6월 12일 드 세곤자크 후작, 뱅상 베르거, 위베르 돌보에 의해 이루어졌지만, 그 이전에도 이 산이 등반되었을 가능성이 높다. 투브칼산의 높이는 다음 해에 측정되었으며, 4,165 미터 (13,665 ft)로 결정되었다. 현재 4,167미터로 측정되는 정상에는 커다란 피라미드형 금속 삼각측량 표지가 놓여 있으며, 아틀라스 산맥과 소아틀라스산맥의 대부분을 조망할 수 있다.
투브칼산을 이틀 만에 오를 수 있다 – 첫째 날은 피난처까지 (약 7시간), 둘째 날은 정상까지 (오르막 약 4시간, 내리막 3시간) 그리고 임릴로 돌아오는 것 (최대 5시간).
여름에는 산이 매우 건조할 수 있지만, 때로는 폭풍우가 몰아치기도 한다. 낮 동안 기온이 영하로 떨어지지 않아야 하지만, 3,500m 이상에서는 영하의 조건이 가능하다. 겨울에는 산이 눈과 얼음으로 덮여 있으며, 눈사태에 취약할 수 있다. 눈이 상당한 깊이로 쌓이고 많은 바위 경사면을 덮을 수 있어 스키가 가능하다. 경로 상태에 대한 정보는 마라케시 관광 사무소나 임릴에서 얻을 수 있다.
1) 이키비 수드 (정규 루트). 투브칼 산장에서, 길은 시내를 건너 동쪽으로 가파른 돌비알 경사면을 올라 현곡으로 들어가고, 다시 가파른 경사면을 올라 고개(티지 앤 투브칼, 3,940m)에 도달한다. 고개에서 길은 왼쪽(북쪽)으로 쉬운 경사면을 따라 즈벨 투브칼의 좁은 정상 능선으로 이어진다.
여름(5월부터) 동안의 등반은 기술적이지 않지만 중간 정도의 어려움을 동반하며, 가파르고 미끄러운 돌비알 경사면과 고산병으로 인해 복잡해질 뿐이다. 튼튼한 등산화와 적절한(방풍) 의류가 필요하며, 등산 스틱은 돌비알에서 유용하다. 초여름에 남아있는 눈밭에서는 얼음 도끼가 필요할 수 있다. 늦겨울과 봄(2월/3월) 동안의 등반은 더 어려운데, 눈과 경우에 따라서는 얼음을 통과하기 위해 아이젠이 필수적이다. 등반: 960 m (3,150 ft); 2.5 –3시간.
2) 이키비 노르 이키비 수드만큼 자주 등반되지는 않지만, 기술적으로는 더 쉽다. 이 경로는 투브칼 산장에서 계곡을 따라 약간 내려간 지점에서 시작하여 오른쪽(동쪽)으로 꺾어 현곡을 가로질러 투브칼 북쪽의 고개로 이어진다. 등반: 1,000 미터 (3,281 ft); 3–4시간. 이 고개는 또한 인접한 이무제르 4,010 m (13,156 ft)와 티브헤린 3,887 m (12,753 ft) 봉우리로의 접근을 제공한다.
3) 서북서 능선 (ONO Arete). (1936년 J 드 레피네와 일행의 첫 등정). 자주 등반되지는 않지만, 많은 틈과 탑을 포함하는 길고 즐거운 횡단이다. 일부 어려움은 아브자일을 통해 피할 수 있다. 등급 III/IV; 7시간.

## 기타
2018년 12월 17일, 덴마크와 노르웨이 출신 트레커 두 명이 테러 관련 공격으로 트레일 기슭 근처에서 살해되었다.